# Опорув (гмина)
Опорув (пол. Oporów) — сельская гмина (волость) в Польше, входит как административная единица в Кутновский повет, Лодзинское воеводство. Население — 2804 человека (2004).

## Сельские округа
1. Голендзке
2. Янув
3. Ястшембя
4. Явожина
5. Юркув-Други
6. Юркув-Первши
7. Каменна
8. Курув-Парцель
9. Курув-Весь
10. Мних-Осьродек
11. Мних-Полудне
12. Опорув
13. Опорув-Колёня
14. Побуж
15. Подгаев
16. Самогощ
17. Скужева
18. Скаржын
19. Станиславув
20. Щыт
21. Свехув
22. Воля-Овсяна
23. Воля-Просперова
24. Вулька-Лизигудзь
25. Мних

## Соседние гмины
1. Гмина Бедльно
2. Гмина Кшижанув
3. Гмина Кутно
4. Гмина Пацына
5. Гмина Стшельце
6. Гмина Щавин-Косцельны
7. Гмина Жыхлин